# Мерая Кері
Мера́я А́нджела Ке́рі (англ. Mariah Angela Carey; нар. 27 березня 1969) — американська поп, ритм-енд-блюз співачка, авторка пісень, музична продюсерка та акторка. Дебютувала 1990 року під керівництвом звукозаписної компанії Columbia Records. Перша співачка, чиї дебютні п'ять синглів потрапили на вершину американського чарту Billboard Hot 100. Одна з найбільш фінансово успішних виконавиць 1990-х років .

## Кар'єра
Мерая Кері народилася в Гантінгтоні, Лонг-Айленд, Нью-Йорк. Вона була третьою дитиною в родині колишньої оперної співачки ірландського походження Патрисії (англ. Patricia Hickey) та інженера з аеронавтики Альфреда Роя Кері (англ. Alfred Roy Carey), афроамериканця з Венесуели. Почала співати з трьох років. Після завершення школи Мерая переїхала до Нью-Йорка і стала бек-вокалісткою співачки Бренди Стар (англ. Brenda K. Starr). 1988 року на одній із вечірок Бренда Стар передала касету з демо-записами пісень Мераї керівникові компанії звукозапису Columbia Records Томмі Мотолі, який відразу ж запропонував укласти контракт.
Сингли Vision of Love, Love Takes Time, Someday та I Don't Wanna Cry з її першого альбому Mariah Carey очолили американські чарти та зробили її справжньою зіркою. 1991 року вона отримала премію «Греммі» у номінації «найкраща співачка-початківець» та «найкраща попвокалістка»
У червні 1993 року вона одружилася з Мотолою. Того ж року Мерая випустила альбом «Music Box». Цей альбом містив такі пісні, як Without You, Anytime You Need A Friend і Hero, та залишився її найприбутковішим альбомом на сьогоднішній день. Перший сингл Dreamlover протримався на першій сходинці американських чартів 9 тижнів. Наступна пісня Hero також очолила чарти та стала однією з тих пісень, за якою одразу впізнають творчість Мераї.
Взимку 1994 року Кері випустила альбом різдвяних пісень. Через рік виходить останній альбом до розлучення з Мотолою. Daydream знову очолив чарти у всьому світі. 1996-го року Кері була номінована на «Греммі» у шістьо́х номінаціях.
Наприкінці 1996 року Кері почала працювати над записом нового альбому «Butterfly», який вийшов у вересні 1996 року та отримав позитивні відгуки критики. До запису альбому долучилися зірки сучасного хіп-хопу Puff Daddy та Missy 'Misdemeanor' Elliott. Альбом посів перше місце в американських чартах, але його успіх був дещо скромнішим, ніж у попередніх альбомів. Сингл Honey утримувався на вершині три тижні, а My All — тиждень.

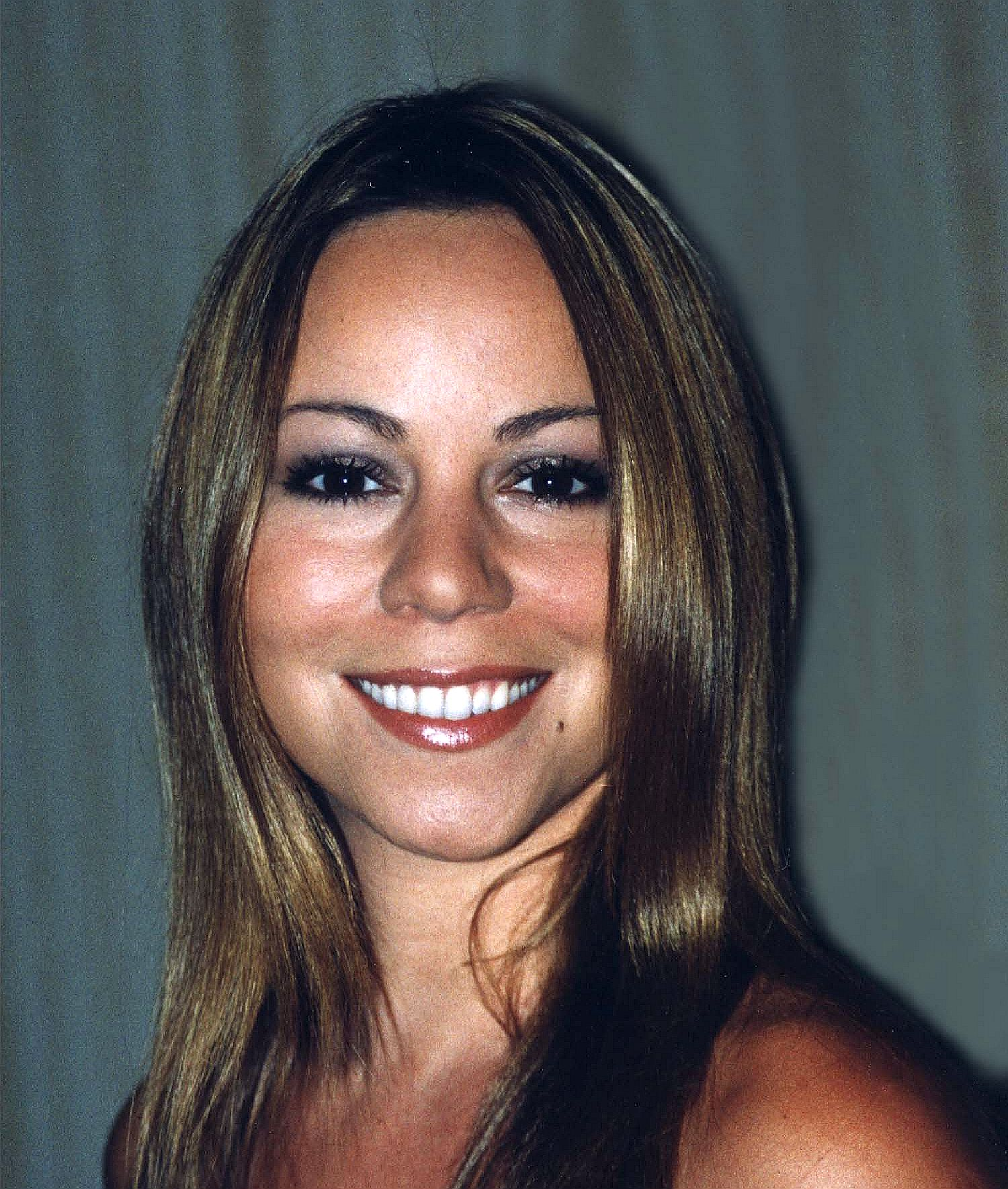
1999

Але Мерая не повернулася до старого стилю. Для наступного альбому «#1s» (збірка її 14 синглів, які посіли перші місця в американських та світових чартах) вона записувала треки разом із Jermaine Dupri, Вітні Г'юстон та Brian McKnight.
У 1999 році Кері після закінчення акторських курсів знялася в фільмі «Нежонатий» із Рене Зеллвегер та Крісом О'Доннелом. Того ж року вона випустила наступний альбом «Rainbow». На зйомки кліпу на пісню Heartbreaker пішло декілька мільйонів доларів.
Після 2001 року її кар'єра пішла на спад. Але десятий альбом Мераї The Emancipation Of Mimi, випущений у квітні 2005 року, став найбільш вдало продаваним альбомом 2005 року (за версією Billboard). 2006 року співачка вирушила в турне на підтримку альбому. Кері змогла повернути собі колишню популярність.

## Особисте життя
У 2015 році Кері почала зустрічатися з австралійським мільярдером Джеймсом Пекером, а 21 січня 2016 року оголосила про заручини. Однак до жовтня вони скасували заручини. У жовтні 2016 року вона почала зустрічатися з американським хореографом Браяном Танакою.

## Цікавий факт
Хіт Мераї Кері «All I want For  Christmas You» приносить кожен рік по 3 мільйонів доларів.

## Дискографія
Студійні альбоми
- Mariah Carey (1990)
- Emotions (1991)
- Music Box (1993)
- Merry Christmas (1994)
- Daydream (1995)
- Butterfly (1997)
- Rainbow (1999)
- Блиск: Саундтреки (2001)
- Charmbracelet (2002)
- The Emancipation of Mimi (2005)
- E=MC² (2008)
- Memoirs of an Imperfect Angel (2009)
- Merry Christmas II You (2010)
- Me. I Am Mariah... The Elusive Chanteuse (2014)
- Caution (2018)

Збірники
- #1's (1998)
- Greatest Hits (2001)
- The Remixes (2003)
- The Ballads (2008)
- The Essential Mariah Carey (2011)
- #1 to Infinity (2015)

Концертні альбоми
- MTV Unplugged (1992)

| Рік                          | Альбом                              | Сингли | Невидані сингли                              | Рейтинг                 | Продаж у США | Продаж в інших країнах | Взагалі продано у світі |  |
| ---------------------------- | ----------------------------------- | --- | -------------------------------------------- | ----------------------- | ------------ | ---------------------- | ----------------------- |  |
| 1990 (12 червня)             | Mariah Carey                        | Vision of Love, There's Got to be a Way, I Don't Wanna Cry, Someday, Love Takes Time                                                            | Prisoner                                     | #1 в США, #6 в Англії   | 9 млн.       | 11 млн.                | 20 млн.                 |  |
| 1991 (17 вересня)            | Emotions                            | Emotions, Can't Let Go, Make It Happen | And You Don't Remember, Till the End of Time | #4 в США, #4 в Англії   | 5 млн.       | 7 млн.                 | 12 млн.                 |  |
| 1992 (2 червня)              | MTV Unplugged                       | I'll be there, If it's Over |                                              | #3 в США, #3 в Англії   | 4 млн.       | 5 млн.                 | 9 млн.                  |  |
| 1993 (31 серпня)             | Music Box                           | Dreamlover, Hero, Anytime You Need a Friend, I Never Forget You, Without You                                                                    |                                              | #1 в США, #1 в Англії   | 12 млн.      | 20 млн.                | 32 млн.                 |  |
| 1994 (1 листопада)           | Merry Christmas                     | All I Want For Christmas Is You, Joy to the World, Jesus Born On This Day, О Holy Night, Miss You Most                                          |                                              | #3 в США, #32 в Англії  | 7 млн.       | 11 млн.                | 18 млн.                 |  |
| 1995 (3 жовтня)              | Daydream                            | Fantasy, One Sweet Day, Open Arms, Always Be My Baby, Forever, Underneath the Stars                                                             |                                              | #1 в США, #1 в Англії   | 12 млн.      | 15 млн.                | 27 млн.                 |  |
| 1997 (16 вересня)            | Butterfly                           | Honey, Butterfly, My All, Breakdown, The Roof                                                                                                   | Whenever You Call (вийшов на альбомі #1's)   | #1 в США, #2 в Англії   | 7 млн.       | 9 млн.                 | 16 млн.                 |  |
| 1998 (16 листопада)          | #1's                                | Sweetheart, When You Believe, I Still Believe                                                                                                   |                                              | #4 в США, #10 в Англії  | 5 млн.       | 12 млн.                | 17 млн.                 |  |
| 1999 (2 листопада)           | Rainbow                             | Heartbreaker, Can't Take That Away , Against All Odds ,Thank God I Found You, Crybaby                                                           | Bliss                                        | #2 в США, #8 в Англії   | 3 млн.       | 7 млн.                 | 10 млн.                 |  |
| 2001 (11 вересня)            | Glitter-саундтрек до фільму «Блиск» | Loverboy, Never Too Far, All My Life, Don't Stop, Reflections, Lead the Way                                                                     |                                              | #7 в США, #10 в Англії  | 1 млн.       | 3 млн.                 | 4 млн.                  |  |
| 2001 (4 грудня)              | Greatest Hits                       | |                                              | #52 в США               | 2 млн.       | 2 млн.                 | 4 млн.                  |  |
| 2002 (3 грудня)              | Charmbracelet                       | Through the Rain, Boy, Bringin' on the Heartbreak, The One                                                                                      |                                              | #3 в США                | 1 млн.       | 3 млн.                 | 4 млн.                  |  |
| 2003 (14 жовтня)             | The Remixes                         | |                                              | #26 в США, #35 в Англії | 250,000      | 750,000                | 1 млн.                  |  |
| 2005 (4 квітня)              | The Emancipation of Mimi            | It's Like That, We Belong Together, Shake It Off, Don't Forget About Us, Get Your Number, Say Something, Mine Again, So Lonely, Fly Like a Bird |                                              | #1 в США                | 7 млн.       | 7 млн.                 | 14 млн.                 |  |
| 2008                         | That Chick                          | Touch My Body, Migrate | -                                            | -                       | -            | -                      | -                       |  |
| Разом копій альбомів продано |                                     | |                                              |                         | 78 млн.      | 112 млн.               | 190 млн.                |  |

### Позиції в чартах на кінець року: Billboard Hot 100
| Альбом                   | Сингл                        | Позиція | Рік         |
| ------------------------ | ---------------------------- | ------- | ----------- |
| Mariah Carey'            | Vision of Love               | 6       | 1990        |
|                          | Love Takes Time              | 76 & 69 | 1990 & 1991 |
|                          | Someday                      | 13      | 1991        |
|                          | I Don't Wanna Cry            | 26      | 1991        |
| Emotions                 | Emotions                     | 22      | 1991        |
|                          | Can't Let Go                 | 23      | 1992        |
|                          | Make It Happen               | 42      | 1992        |
| MTV Unplugged            | I'll Be There                | 16      | 1992        |
| Music Box                | Dreamlover                   | 8       | 1993        |
|                          | Hero                         | 5       | 1994        |
|                          | Without You/Never Forget You | 16      | 1994        |
|                          | Anytime You Need a Friend    | 47      | 1994        |
| Композиції               | Endless Love                 | 56      | 1994        |
| Daydream                 | Fantasy                      | 7 & 49  | 1995 & 1996 |
|                          | One Sweet Day                | 2       | 1996        |
|                          | Always Be My Baby            | 5       | 1996        |
| Butterfly                | Honey                        | 32      | 1997        |
|                          | My All                       | 17      | 1998        |
| #1's                     | When You Believe             | 99      | 1999        |
|                          | I Still Believe              | 36      | 1999        |
| Rainbow                  | Heartbreaker                 | 36      | 1999        |
|                          | Thank God I Found You        | 45      | 2000        |
| Glitter                  | Loverboy                     | 80      | 2001        |
| The Remixes              | I Know What You Want         | 17      | 2003        |
| The Emancipation of Mimi | It's Like That               | 69      | 2005        |
|                          | We Belong Together           | 1       | 2005        |
|                          | Shake It Off                 | 15      | 2005        |
|                          | Don't Forget About Us        | 50      | 2006        |

## Фільмографія
| Рік  | Фільм                               |
| ---- | ----------------------------------- |
| 1999 | Нежонатий                           |
| 2001 | Блиск                               |
| 2002 | Жіноча логіка                       |
| 2005 | Гангстерські війни: Кров на вулицях |
| 2005 | Солодка наука                       |
| 2008 | Теннесі                             |
| 2008 | Не займайте Зохана                  |
| 2009 | Скарб                               |